# 万物流転
万物流転（ばんぶつるてん/りゅうてん、万物は流転する、英語: flux, Everything flows）は、古代ギリシアのヘラクレイトスによって提唱された哲学の概念。「パンタ・レイ」（古代ギリシャ語: Πάντα ῥεῖ, ラテン文字転写: panta rhei）とも言う。

## 概説
言葉によって物事を説明しようとする時には、必ず「AはBである」などといった形で述語形式となっているが、この場合にはAとBというのは等価であったり同一であるということになる。だが、物事を詳しく考えれば考えるほど、等価であったり同一であると規定するのは難しくなっていく。細かく見たならば同一人物であっても、時の経過とともに老いていくということであるから、同一人物を後に見たならばそれが同一人物であると確定できないということにさえなる。人間だけでなく、山や川などの自然にもこれは当てはまる。
プラトンによると、ヘラクレイトスはこのことを「同じ川に二度入ることはできない」という言葉で表現したと言われる（ヘラクレイトス自身が「万物は流転する」や「パンタ・レイ」といった表現を使った記録は残っていない）。

### 日本語文献
- 竹田青嗣 『自分を知るための哲学入門 (ちくまライブラリー)』 筑摩書房、1990年、95頁 ISBN 978-4480051479。

- EDP「万物流転」『英辞郎』EDP、2023年。

### 外国語文献
- Bungard, Christopher (2009). “Lies, Lyres, and Laughter in the Homeric Hymn to Hermes”. CAMWS Annual Meeting (Butler University):  1-2.

- Grassi, Martín (2022). “The God of Thieves: Hermes and the Philosophy of the Improper”. Interdisciplinary Journal for Religion and Transformation in Contemporary Society (Butler University) 8 (1):  100-107. doi:10.30965/23642807-bja10039.